# Zdravko Šotra
Zdravko Šotra (în sârbă Здравко Шотра; n. 13 februarie 1933, Kozice, Stolac⁠(d), Federația Bosniei și Herțegovinei, Bosnia și Herțegovina) este un regizor și scenarist de film și de televiziune sârb. Este cunoscut pentru regia filmelor Zona Zamfirova (2002), Boj na Kosovu, Šešir profesora Vujića, Santa Maria della Salute și altele, precum și a unor miniseriale de televiziune.

## Tinerețe
Šotra s-a născut în satul Kozice, lângă Stolac (în Bosnia și Herțegovina modernă), într-o familie de etnici sârbi, fiind al șaptelea copil al Marei și Đorđe Šotra.
În copilărie, familia sa s-a mutat în Kosovo chiar înainte de izbucnirea celui de-al Doilea Război Mondial, unde va crește.

## Carieră
Šotra a absolvit Facultatea de Arte Dramatice de la Universitatea de Arte din Belgrad, cu o diplomă în regia de film. Și-a început cariera profesională la TV Belgrad,  încă de la începuturile sale.
Filmul său de dragoste Zona Zamfirova (2002), bazat pe un roman omonim din 1907 de Stevan Sremac, a fost vizionat de 1,2 milioane de sârbi, un record în Serbia. Potrivit unor surse, a devenit cel mai vizionat film sârb din toate timpurile.
A regizat mai multe miniseriale de televiziune bazate pe romanele scriitoarei Mir-Jam: Ranjeni orao (Vulturul rănit), Greh njene majke (Păcatul mamei ei), Nepobedivo srce (Inimă invincibilă) și Samac u braku (Singură în căsătorie).

## Viață personală
Šotra a fost căsătorit cu fosta regină a frumuseții Nikica Marinović. Împreună au un fiu, Marko, care este regizor de televiziune angajat la televiziunea de stat sârbă.
Este un fan al clubului de fotbal Steaua Roșie Belgrad.

## Filmografie

### Filme de cinema
- Osvajanje slobode (1979)
- Šesta brzina (1981)
- Idemo dalje (1982)
- Igmanski marš (1983)
- Držanje za vazduh (1985)
- Braća po materi (1988)
- Boj na Kosovu (1989)
- Dnevnik uvreda 1993 (1994)
- Barking at the Stars (1998)
- Zona Zamfirova (2002)
- Pljačka Trećeg rajha (2004)
- Ivkova slava (2005)
- Šešir profesora Vujića (2012) (Professor Kosta Vujic's Hat)
- Santa Maria della Salute (2016)

### Seriale TV
- Više od igre (1976)
- Gde cveta limun žut (2006)
- Ranjeni orao (2008–2009)
- Greh njene majke (2009–2010)
- Nepobedivo srce (2011–2012)
- Alexandru al Iugoslaviei (2021)[12]